# Eriocaulon macrobolax
Eriocaulon macrobolax är en gräsväxtart som beskrevs av Friedrich August Körnicke. Eriocaulon macrobolax ingår i släktet Eriocaulon och familjen Eriocaulaceae. Inga underarter finns listade i Catalogue of Life.